# CV-41
La CV-41 pertany a la Xarxa de Carreteres del País Valencià, uneix les comarques de la Ribera Alta i la Costera. Inicia el seu recorregut a la població d'Alzira, travessa les poblacions de Carcaixent, La Pobla Llarga, Manuel i acaba el seu recorregut a Xàtiva.

## Nomenclatura

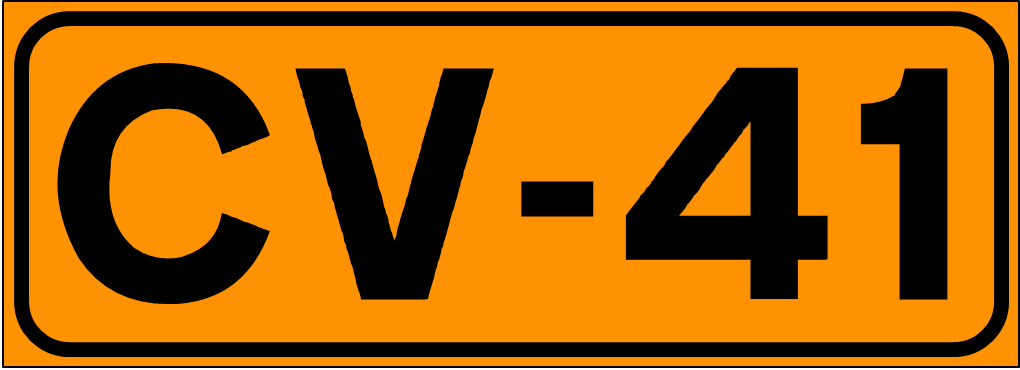
Indicador

La CV-41 és una carretera que pertany a la Xarxa de carreteres de la Generalitat Valenciana uneix les poblacions d'Alzira i Xàtiva.

## Història
La CV-41 era l'antiga carretera comarcal C-3320 que unia Almussafes i Xàtiva, aquesta carretera comarcal ha estat dividida en dues carreteres la CV-42 (Almussafes-Alzira) i la mateixa CV-41.

## Traçat Actual
La CV-41 inicia el seu recorregut a Alzira i a aquesta població connecta amb la CV-50 que uneix Tavernes de la Valldigna amb Xest i Llíria. Continua en direcció sud i voreja les poblacions de Carcaixent, La Pobla Llarga, Castelló i Manuel, acaba el seu recorregut a Xàtiva.